# Liste der Biografien/Meyn
Liste der Biografien |
Portal Biografien |
Personensuche
# |
A |
B |
C |
D |
E |
F |
G |
H |
I |
J |
K |
L |
M |
N |
O |
P |
Q |
R |
S |
T |
U |
V |
W |
X |
Y |
Z |
?
 
Ma |
Mb |
Mc |
Md |
Me |
Mf |
Mg |
Mh |
Mi |
Mj |
Mk |
Ml |
Mm |
Mn |
Mo |
Mp |
Mq |
Mr |
Ms |
Mt |
Mu |
Mv |
Mw |
Mx |
My |
Mz
 
Mea–Mee |
Mef |
Meg |
Meh |
Mei |
Mej |
Mek |
Mel |
Mem |
Men |
Meo |
Mep |
Mer |
Mes |
Met |
Meu |
Mev |
Mew |
Mex |
Mey |
Mez
 
Meyb |
Meyd |
Meye |
Meyf |
Meyg |
Meyh |
Meyi |
Meyj |
Meyk |
Meyl |
Meyn |
Meyo |
Meyp |
Meyr |
Meys |
Meyt |
Meyz
Die Liste der Biografien führt alle Personen auf, die in der deutschsprachigen Wikipedia einen Artikel haben. Dieses ist eine Teilliste mit 48 Einträgen von Personen, deren Namen mit den Buchstaben „Meyn“ beginnt.

## Meyn
- Meyn, Adolf (1898–1962), deutscher Veterinär und Hochschullehrer
- Meyn, Andreas Ludwig Adolph (1786–1858), deutscher Pathologe
- Meyn, Boris (1961–2022), deutscher Autor
- Meyn, Emma (1875–1952), deutsche Malerin
- Meyn, Eugen (1849–1926), deutscher Jurist
- Meyn, Georg Ludwig (1859–1920), deutscher Porträt- und Genremaler
- Meyn, Hermann (1907–1989), deutscher Landwirt und Politiker (SPD), MdL
- Meyn, Hermann (* 1934), deutscher Journalist
- Meyn, Jochen-Wolfgang (1932–2013), deutscher Schauspieler und Hörspielsprecher
- Meyn, Johann Christian Carsten (1810–1899), deutscher Techniker
- Meyn, Kai (1872–1940), deutscher Generalmajor
- Meyn, Karl-Ulrich (* 1939), deutscher Jurist
- Meyn, Ludwig (1820–1878), deutscher Geologe und Wissenschaftler
- Meyn, Marija Aleksandrowna (1868–1906), russische Pianistin
- Meyn, Peter (1749–1808), dänischer Hofbaumeister und Stadtbaumeister von Kopenhagen
- Meyn, Philipp (* 1982), deutscher Lehrer und Politiker (SPD), MdL Niedersachsen
- Meyn, Robert (1896–1972), deutscher Schauspieler
- Meyn, Rolf (1930–2013), deutscher Maler und Grafiker
- Meyn, Rolf (1935–2025), deutscher Amerikanist
- Meyn, Wilhelm (1923–2002), deutscher Luftwaffen-Oberleutnant im Zweiten Weltkrieg
- Meyn-Horeis, Birgit (* 1962), deutsche Politikerin (SPD), MdL

### Meyna
- Meynadier, Bernard (* 1938), französischer Ruderer
- Meynadier, Bram (1879–1958), deutscher Theater- und Filmschauspieler sowie Theaterregisseur
- Meynard, William (* 1987), französischer Schwimmer
- Meynaud, Michel (1950–2016), französischer Musiker

### Meynd
- Meyndt, Georg (1852–1903), siebenbürgischer Notar und Liederdichter

### Meyne
- Meynell, Alice (1847–1922), britische Dichterin und Schriftstellerin
- Meynell, Viola (1885–1956), englische Schriftstellerin
- Meynen, Emil (1902–1994), deutscher Geograph
- Meynen, Erich Otto (1890–1954), deutscher Diplomat
- Meynen, Hermann (1895–1944), deutscher Journalist, NS-Opfer
- Meynen, Jo (1901–1980), niederländischer Politiker und Wirtschaftsmanager
- Meynen, Julia (* 1982), deutsche Synchronsprecherin und SängerinJulia Meynen (* 1982)

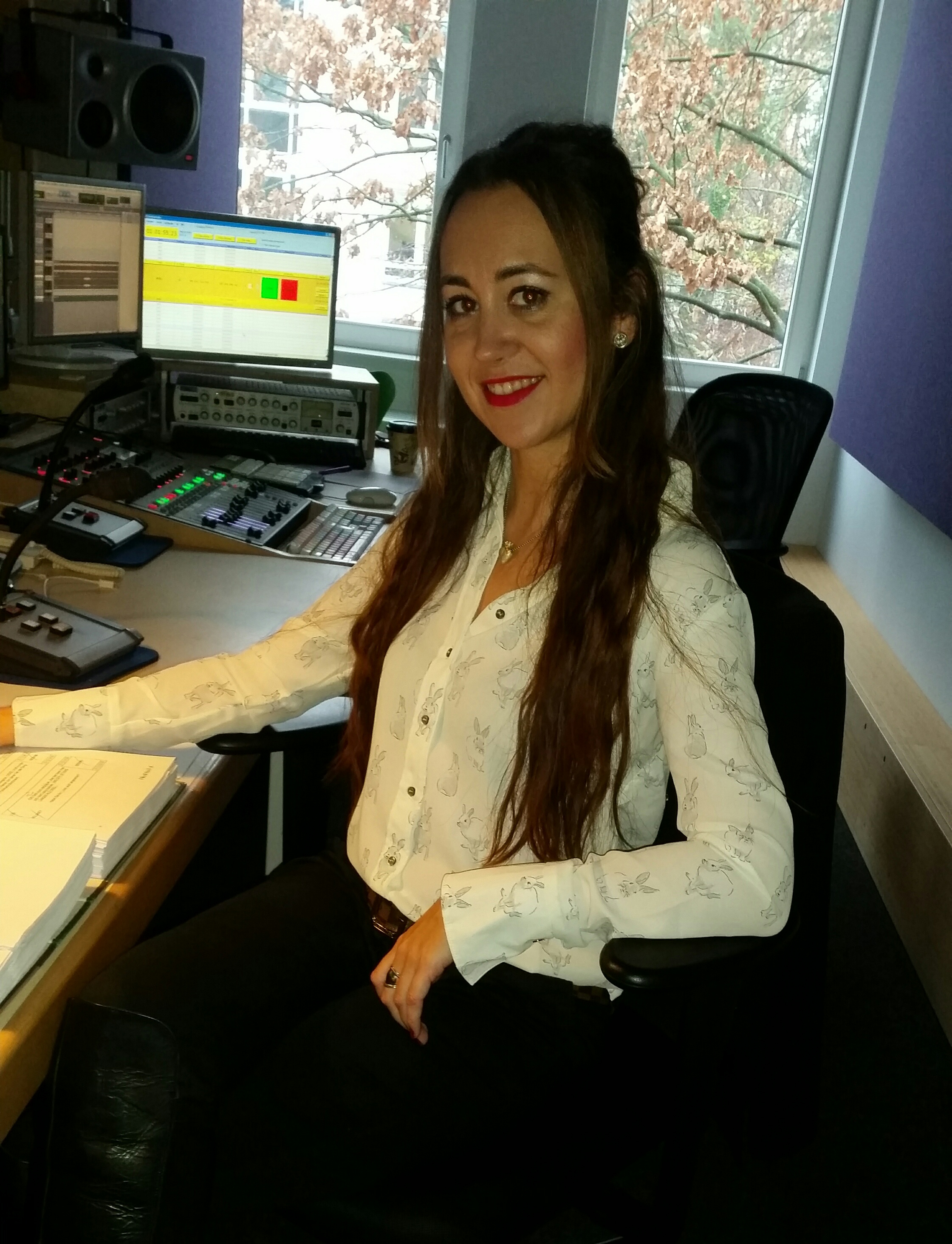
Julia Meynen (* 1982)

- Meynen, Veronika (1933–1997), deutsche Keramikerin
- Meyner, Helen Stevenson (1929–1997), US-amerikanische Politikerin
- Meyner, Robert B. (1908–1990), US-amerikanischer Politiker
- Meynert, Hermann (1808–1895), deutscher Schriftsteller, Kritiker und Geschichtsschreiber
- Meynert, Monika (1938–1976), deutsche Fernseh-Journalistin (Kulturredakteurin) und Fernsehmoderatorin
- Meynert, Theodor (1833–1892), deutsch-österreichischer Psychiater und Neurologe sowie Neuroanatom
- Meynet, Félix (* 1961), französischer Comiczeichner

### Meynh
- Meynhardt, Heinz (1935–1989), deutscher Verhaltensforscher, Autor und Wildschweinexperte
- Meynhardt, Timo (* 1972), deutscher Psychologe und Betriebswirtschaftler

### Meyni
- Meynier, Charles (1763–1832), französischer Maler
- Meynier, Jean-Jacques (1710–1783), deutscher Hugenottennachfahre, Universitätslektor, Grammatiker und Romanist
- Meynier, Johann Heinrich (1764–1825), deutscher Universitätslektor, Pädagoge, Jugendschriftsteller, Romanist und Lexikograf
- Meynier, Margot, französische Filmeditorin
- Meynieu, Guy (1922–2015), französischer Fußballspieler und -trainer

### Meyns
- Meyns, Christoph (* 1962), deutscher lutherischer Geistlicher